# 浅間町 (東久留米市)
浅間町（せんげんちょう）は、東京都東久留米市の町域。

現行行政地名は、浅間町一丁目から浅間町三丁目。

郵便番号は203-0012。

## 地理
東久留米市の北東部。
街区南西部境界に西武池袋線が存在。北西側境界に落合川が存在する。
東から時計回りに、新座市栗原、西東京市ひばりが丘北、西東京市ひばりが丘、東久留米市学園町、東久留米市新川町、東久留米市大門町、東久留米市神宝町、に隣接する。
街区内の落合川と立野川が谷部になる形で起伏がある。

### 河川
- 落合川
- 立野川

## 小・中学校の学区
市立小・中学校に通う場合、学区は以下の通りとなる。

2025年4月現在
| 丁目   | 番地 | 小学校     | 変更承認区域 |
| ------ | ---- | ---------- | ------------ |
| 一丁目 | 全域 | 第二小学校 |              |
| 二丁目 | 全域 | 第二小学校 |              |
| 三丁目 | 全域 | 第二小学校 |              |

| 丁目   | 番地 | 中学校       | 変更承認区域 |
| ------ | ---- | ------------ | ------------ |
| 一丁目 | 全域 | 大門中小学校 |              |
| 二丁目 | 全域 | 大門中小学校 |              |
| 三丁目 | 全域 | 大門中小学校 |              |

## 交通

### 鉄道
| 隣接地域に存在する駅                                 |
| ---------------------------------------------------- |
| 西武池袋線 - 東久留米駅(SI 14) - ひばりヶ丘駅(SI 13) |

街区南側の西武池袋線の両駅間に街区が存在し、ひばりヶ丘駅・東久留米駅の両駅が利用可能。街区西部に落合川の河川が存在しており、移動の障壁が無いひばりヶ丘駅への結び付きが比較的強い。

### バス
- バス路線・バス停自体は、当街区内に存在しない。近隣では西武バス新座営業所が周辺地区の路線を運行している。

### 道路
- 東京都道234号前沢保谷線

## 施設

### 浅間町二丁目
- 川岸遺跡
- 下谷橋調整池

### 浅間町三丁目
- 浅間神社（東久留米市浅間町3-7-1）